# Final Fantasy Dimensions
Final Fantasy Dimensions (ファイナルファンタジー レジェンズ 光と闇の戦士, Final Fantasy Legends: Hikari to Yami no Senshi) est un jeu vidéo de rôle développé par Matrix Software et édité par Square Enix, sorti en 2010 sur FOMA 903i, iOS et Android.